# Санто-Томе (департамент)
Департамент Санто-Томе  (исп. Departamento de Santo Tome) — департамент в Аргентине в составе провинции Корриентес.
Территория — 7359 км². Население — 61297 человек. Плотность населения — 8,30 чел./км².
Административный центр — Санто-Томе.

## География
Департамент расположен на северо-востоке провинции Корриентес.
Департамент граничит:
- на севере и западе — с департаментом Итусайнго
- на северо-востоке — с провинцией Мисьонес
- на юго-востоке — с Бразилией
- на юго-западе — с департаментами Хенераль-Альвеар, Сан-Мартин

## Административное деление
Департамент включает 4 муниципалитета:
- Санто-Томе
- Гарручос
- Гобернадор-Агрономо-Валентин-Вирасоро
- Хосе-Рафаэль-Гомес

## Важнейшие населенные пункты[3]
| № | Населённый пункт                      | Населённый пункт (исп.)           | Категория | Население чел. (2010) | На карте                        |
| - | ------------------------------------- | --------------------------------- | --------- | --------------------- | ------------------------------- |
| 1 | Гобернадор-Агрономо-Валентин-Вирасоро | Gobernador Igr. Valentín Virasoro | город     | 30666                 | 28°03′07″ ю. ш. 56°01′07″ з. д. |
| 2 | Санто-Томе                            | Santo Tomé                        | город     | 23299                 | 28°33′03″ ю. ш. 56°02′25″ з. д. |
| 3 | Гараби (Хосе-Рафаэль-Гомес)           | Garabí (José Rafael Gómez)        | поселок   | 861                   | 28°13′41″ ю. ш. 55°47′06″ з. д. |
| 4 | Гарручос                              | Garruchos                         | поселок   | 803                   | 28°10′23″ ю. ш. 55°39′12″ з. д. |
| 5 | Тарейри                               | Tareirí                           | поселок   | н/д                   | 28°13′00″ ю. ш. 56°06′58″ з. д. |